# Plestin-les-Grèves
Plestin-les-Grèves (tiếng Breton: Plistin) là một xã của tỉnh Côtes-d’Armor, thuộc vùng Bretagne, tây bắc Pháp.

## Dân số
Người dân ở Plestin-les-Grèves được gọi là Plestinais.